# Born to Be a Star (album de Jolin Tsai)
Pour les articles homonymes, voir Born to Be a Star.
Albums de Jolin Tsai
Castle
(2004) J9
(2004)
Compilations par Jolin Tsai
The Age of Innocence
(2003) J-Top
(2006)
Born to Be a Star est la deuxième compilation de la chanteuse Jolin Tsai, sorti le 12 novembre 2004 sous le label Universal Music.

## Liste des titres
| 1.  | Don’t Stop                                                                                  | 3:37 |
| 2.  | Ru Guo Bu Xiang Yao (如果不想要, If I Don't Want It)                                        | 4:15 |
| 3.  | Guai Wo Dai Nian Qing (怪我太年輕, Too Young)                                               | 4:46 |
| 4.  | Gan Jue Ni De Chun Zai (感覺你的存在, Can Feel You)                                         | 4:09 |
| 5.  | You Gotta Know                                                                              | 4:01 |
| 6.  | Take it Easy                                                                                | 3:54 |
| 7.  | Cai Xiang (猜想, Guess)                                                                     | 4:17 |
| 8.  | You Wo (由我, Let Me)                                                                       | 4:08 |
| 9.  | Shen Me Yang De Ai (什麼樣的愛, What Kind of Love?)                                         | 4:03 |
| 10. | Lucky Number                                                                                | 4:22 |
| 11. | Shang Jie (上街, Go Out)                                                                    | 3:51 |
| 12. | The Rose                                                                                    | 4:22 |
| 13. | He Shi Jie Zuo Lin Ju (Wo Ke Yi) (和世界做鄰居 (我可以), Neighbours With The World (I Can)) | 3:58 |
| 14. | She Bu De (捨不得, Cannot Get It)                                                           | 5:00 |

| 1.  | Show Your Love                                                                | 4:21 |
| 2.  | Sugar Sugar                                                                   | 3:55 |
| 3.  | Kan Jin Wo (看緊我, Looking After Me)                                         | 3:45 |
| 4.  | Wo Zhi Dao Ni Hen Nan Guo (我知道你很難過, I Know You Are Sad)                | 4:27 |
| 5.  | Ni Hai Ai Wo Ma (你還愛我嗎, Do You Still Love Me)                            | 4:25 |
| 6.  | Gu Dan De Ren Zong Shuo Wu So Wei (孤單的人總說無所謂, Words of Loneliness)   | 4:59 |
| 7.  | Bridge Over Troubled Water                                                    | 4:39 |
| 8.  | Ai Shang Le Yi Tiao Jie (愛上了一條街, Love That Street)                      | 4:27 |
| 9.  | Ni Kuai Le Ma (你快樂嗎, Are You Happy?)                                      | 4:40 |
| 10. | Hai (嗨, Hi)                                                                  | 3:54 |
| 11. | Chang Zhe Shou Ge (唱這首歌, Love Song for You)                               | 3:53 |
| 12. | Because of You                                                                | 4:42 |
| 13. | Ni Shi Mo Lin Hua Du Shuo Bu Qing (你怎麼連話都說不清楚, Can't Speak Clearly) | 5:08 |
| 14. | Zhi You Yi Ge Ni (只有一個你, There's Only You)                               | 4:26 |
| 15. | Good-bye                                                                      | 4:46 |

| 1.  | You Gotta Know                                                 |  |
| 2.  | Ni Hai Ai Wo Ma (你還愛我嗎, Do You Still Love Me)             |  |
| 3.  | The Rose                                                       |  |
| 4.  | Lucky Number                                                   |  |
| 5.  | Kong Bai (空白, White Out)                                     |  |
| 6.  | Show Your Love                                                 |  |
| 7.  | Wo Zhi Dao Ni Hen Nan Guo (我知道你很難過, I Know You Are Sad) |  |
| 8.  | Ni Kuai Le Ma (你快樂嗎, Are You Happy?)                       |  |
| 9.  | Ai Shang Le Yi Tiao Jie (愛上了一條街, Love That Street)       |  |
| 10. | Ru Guo Bu Xiang Yao (如果不想要, If I Don't Want It)           |  |
| 11. | Don’t Stop                                                     |  |
| 12. | Shen Me Yang De Ai (什麼樣的愛, What Kind of Love?)            |  |
| 13. | Guai Wo Dai Nian Qing (怪我太年輕, Too Young)                  |  |
| 14. | Sugar Sugar                                                    |  |
| 15. | Good-bye                                                       |  |